# Pierre de la Conseillère
Pierre de la Conseillère, recte: de Méhéranc, Escuyer, Sieur de la Conseillère, in Kurzform Conseillier, er selbst nannte sich La Conseillere, (* 1645 in Basse; † am 12. oder 13. Oktober 1699 in Altona, begraben am 19. Oktober 1699 ebenda) war ein französischer Theologe.

## Leben und Wirken
Pierre de la Conseillère war ein Sohn von Pierre de Méhérenc aus Lacamb nahe Bayeux und dessen Ehefrau Anne, geborene Le Sens. Als von Haus aus relativ reicher Edelmann predigte er als Pastor 1669/81 in Alençon. Am 12. September 1674 heiratete er hier Maria Duhamel du Parc. In Frankreich bekam das Ehepaar vier Kinder.
Der französische König entließ Conseillère im Rahmen der Hugenottenverfolgung aus dem Amt. De la Conseillère ging daraufhin nach Kopenhagen, wo er die Französisch-reformierte Gemeinde leitete. König Christian V. bat nachdrücklich darum, dass der Theologe die „Hamburger reformierte Gemeinde in Altona“ übernehmen solle. Nach einstimmiger Wahl am 29. Januar 1682 zog das Ehepaar am 9. Juli desselben Jahres mit den Kindern dorthin. Hier kamen zwei weitere von insgesamt sieben Kindern zur Welt. Das jüngste Kind, Pierre Emerence (* 1688) wirkte nach dem Studium an der Universität Utrecht als praktischer Arzt in Hamburg.
Die Altonaer Gemeinde hatte in den 80 Jahren ihres Bestehens nach Sprachen getrennte Gottesdienste in einem gemeinsamen Kirchengebäude abgehalten. Die wallonischen Mitglieder der Altonaer Gemeinde begrüßten de la Conseillère als französischsprachigen Theologen, waren jedoch davon ausgegangen, dass der Pastor ledig sei. Daher waren sie bei dessen Amtsantritt enttäuscht darüber, dass er Frau und Kinder hatte.
Mit seiner Vorgehensweise löste de la Conseillère Unruhen in der Gemeinde aus. Es erschienen einige Streitschriften, die handschriftlich oder im Druck Verbreitung fanden. Es bildete sich aus der Gemeinde eine neue, eigenständige und von de la Conseillère Französisch-reformierte Gemeinschaft. Einige Hugenotten, die das Verhalten des Theologen missbilligten, verblieben in der ursprünglichen Gemeinde, auf der anderen Seite schlossen sich Wallonen der neuen Organisation an. Im Rahmen dieses „Streits mit den Frantzen“ suchten Mitglieder beider Seiten Hilfe bei den „Schutzmächten“, bestehend aus der Gemeinde in Kopenhagen und dem brandenburgischen Hof. Die endgültige Teilung konnten sie so jedoch nicht verhindern. Formal besiegelt wurde sie durch eine Verordnung Christian V. vom 27. März 1686. Darin gab er Anweisung, dass die Franzosen eine eigene Gemeinde mit zugehörigem Konsistorium bilden sollten.
Um 1690 war de la Conseillère in eine theologische Auseinandersetzung mit Pierre Jurieu verwickelt, der ihn der Nähe zum Sozinianismus verdächtigt hatte. Hierzu kam es im März 1690 zu einer Anhörung vor einer Synode in Amsterdam. Auch in seiner Gemeinde sah sich der Theologe zunehmenden Widerständen ausgesetzt. Daher zog er sich nach kurzer Zeit als Leiter der Gemeinde in das Privatleben zurück. Die deutsche Gemeinde bestätigte am 15. Mai 1693, ihm eine jährliche Rente von 400 Mark lübisch zu zahlen. Die durch sein Wirken gespaltenen Gemeinden versöhnten sich nach dem Abgang des Theologen wieder.

## Werke
- Traité Historique & Theologique Touchant L'Etat des ames aprés la mort, ou par le témoignage de quelques Anciens Docteurs, & sur tout de S. Augustin, l'on fait voir L'origine & l'abus du Purgatoire de l'Eglise Romaine. Hamburg: Rebenlin, [ca. 1689]
- Verlauff der Sachen Von Monsieur de la Conseillere. [S.l.], 1690
- Factum Des Herrn de la Conseillere. Der Satisfaction begehret gegen Monsieur Jurieu, der sich verantworten soll. [S.l.], 1690